# Audimax (Zeitschrift)

Logo

Audimax – Die Hochschulzeitschrift war ein werbefinanziertes deutsches Studentenmagazin, das vom Verlag Audimax Medien GmbH mit Sitz in Nürnberg bundesweit herausgegeben wurde. In seiner Ausrichtung glich Audimax der Unicum-Unternehmensgruppe, die ebenfalls deutschlandweit werbefinanzierte Zeitschriften für Studenten herausgab.

## Unternehmen
Der Verlag Audimax Medien (Eigenschreibweise audimax MEDIEN) wurde 1988 von Oliver Bialas in Nürnberg gegründet. Das Unternehmen hatte 20 feste Mitarbeiter und rund 25 freie Autoren. Rund 100 Hilfskräfte verantworteten die Verteilung der Zeitschrift an den Hochschulstandorten.
Audimax-Geschäftsführer Oliver Bialas war vertretungsberechtigter Vorstand des gemeinnützigen Vereins, der die Bewertungsplattform MeinProf betrieb. Die Werbung auf dieser Website wurde durch Audimax Medien vermarktet. Die Audimax-Pressesprecherin war in Personalunion auch für die Öffentlichkeitsarbeit von MeinProf zuständig. Die Wortmarke MeinProf ist beim Deutschen Patent- und Markenamt auf die Campus Consulting GmbH von Oliver Bialas eingetragen.
Der Verlag war Mitglied im Verband Deutscher Zeitschriftenverleger und Kuratoriumsmitglied der Initiative „MINT Zukunft schaffen“. Audimax vergab eine Auszeichnung für herausragende wissenschaftliche Leistungen in den MINT-Fächern.

## Zeitschriften
Die Audimax-Zeitschrift erschien bis 2024 während des Semesters neunmal jährlich mit einer Druckauflage von 418.000 Exemplaren. Damit Inserenten der Zeitschrift Studenten zielgerichtet erreichen können, erschien ein Teil der Gesamtauflage mit fachspezifischen Titeln. Eine weitere Zeitschrift richtete sich an Schüler der gymnasialen Oberstufe. Ein Teil der Zeitschriften erschien auch in Österreich und in der Schweiz.

## Schleichwerbung
Audimax wurde, ebenso wie Unicum, mehrfach vom Deutschen Presserat öffentlich gerügt wegen des Verstoßes gegen den Pressekodex durch Schleichwerbung. 2005 wurde Audimax wegen der Erwähnung eines Medikaments im Rahmen eines Artikels über Sodbrennen öffentlich gerügt, außerdem wegen Schleichwerbung für einen Online-Dienst, der Handygimmicks anbietet. 2008 präsentierte die Redaktion in einem Unternehmensportrait eine Firma aus Sicht des Personalchefs dieses Unternehmens. Die Zeitschrift verstieß nach Ansicht des Presserats in allen Fällen gegen das Gebot der Trennung von redaktionellen Inhalten und geschäftlichen Interessen Dritter.
In seinen aktuellen Anzeigenverkaufsunterlagen bietet der Verlag Werbung in redaktioneller Gestaltung zu einem festen Preis an. Sie wird wahlweise als „Advertorial“, „Sonderveröffentlichung/Kundenpräsenz“, „Textpräsenz“ oder „Special“ bezeichnet.